# Brick and brain
 (avril 2025).
Motif : Pas de sources disponibles, pas d'interwiki, terme très peu voire pas utilisé, possiblement un travail inédit
- Archive Wikiwix
- Bing
- Cairn
- DuckDuckGo
- E. Universalis
- Gallica
- Google
- G. Books
- G. News
- G. Scholar
- Persée
- Qwant
- (zh) Baidu
- (ru) Yandex
- (wd) trouver des œuvres sur Wikidata

| 1. | Préciser le motif de la pose du bandeau. | Précisez le motif de la pose du bandeau en utilisant la syntaxe suivante : {{admissibilité à vérifier\|date=avril 2025\|motif=remplacez ce texte par le motif}}                      |
| 2. | Informer les utilisateurs concernés.     | Pensez à avertir le créateur de l'article, par exemple, en insérant le code ci-dessous sur sa page de discussion : {{subst:avertissement admissibilité à vérifier\|Brick and brain}} |

L’expression brick and brain (B&B, ou encore C&C, Composants et Cerveaux) désigne les innovations dans lesquelles l’inventeur combine des «briques», des composants déjà existants, pour créer un nouveau produit ou un nouveau service.
Quelques exemples :
- Le mécanisme de l'Open Source qui met à disposition des utilisateurs des composants logiciels qu'ils peuvent examiner (c'est-à-dire analyser le code source des applications) et utiliser (dans certaines conditions de responsabilité et de propriété intellectuelle).
- Amazon, eBay, Google, PayPal… mettent à disposition des développeurs des interfaces (API, Application Programming Interface), pour qu'ils créent de nouvelles applications, utilisant ainsi leur propre cerveau (brain) pour combiner les composants (briques).
- La plupart des entreprises point com ont utilisé ce modèle lors de leur création, notamment en confiant leur logistique:
  - au réseau Internet pour diffuser et "livrer" les biens numériques (musique, logiciels, illustration, information…),
  - à des entreprises spécialisées de messagerie (La Poste, les NMPP, DHL, UPS…) pour livrer des biens physiques.

Ce dernier exemple montre bien que le processus existe depuis longtemps, puisque déjà utilisé par la vente par correspondance et la presse.